# Zuleika Dobson
Zuleika Dobson (Zuleika Dobson) est un roman de Max Beerbohm publié aux Royaume-Uni en 1911. C'est une satire sur la vie d'étudiant en premier cycle à Oxford. Traduit de l'anglais par Philippe Neel, il est publié en France en 1931 aux éditions Stock.

## Accueil critique
Il figure à la 59e place dans la liste des cent meilleurs romans de langue anglaise du XXe siècle établie par la Modern Library en 1998.